# 18 (Jeff Beck e Johnny Depp)
18 è un album in studio collaborativo del chitarrista Jeff Beck e dell'attore e musicista Johnny Depp, pubblicato il 15 luglio 2022.
A parte due tracce scritte da Johnny Depp, le restanti tracce consistono in cover selezionate dallo stesso Depp e Jeff Beck.
Si tratta dell'ultimo album in studio di Beck, deceduto nel gennaio 2023.

## Tracce
1. Midnight Walker – 3:05 (Davy Spillane)
2. Death and Resurrection Show – 5:31 (Jaz Coleman, Geordie Walker, Martin Glover, Andy Gill)
3. Time – 3:39 (Dennis Wilson, Karen Lamm)
4. Sad Motherfuckin' Parade – 3:32 (Jeff Beck, Johnny Depp)
5. Don't Talk (Put Your Head on My Shoulder) – 3:12 (Brian Wilson, Tony Asher)
6. This Is a Song for Miss Hedy Lamarr – 4:34 (Depp, Tommy Henriksen)
7. Caroline No – 2:16 (Brian Wilson, Tony Asher)
8. Ooo Baby Baby – 3:38 (Warren "Pete" Moore, Smokey Robinson)
9. What's Going On – 4:26 (Renaldo Benson, Marvin Gaye, Al Cleveland)
10. Venus in Furs – 4:53 (Lou Reed)
11. Let It Be Me – 4:42 (Gilbert Bécaud, Pierre Delanoë, Manny Curtis)
12. Stars – 6:36 (Janis Ian)
13. Isolation – 5:12 (John Lennon)

## Formazione
- Jeff Beck - chitarra (tutte le tracce), chitarra acustica (5), basso (3, 8), batteria (8)
- Johnny Depp - voce (2, 3, 4, 6, 8, 9, 10, 11, 12, 13), cori (8), chitarra (2, 4, 6, 10, 13), chitarra acustica (6, 10, 12), chitarra baritono (11), basso (1, 2, 4, 6, 10, 11, 12), batteria (6, 10), percussioni (9), tastiera (4)
- Vinnie Colaiuta - batteria (2, 3, 4, 9, 11, 12, 13)
- Rhonda Smith - basso (7, 13)
- Pino Palladino - basso (9)
- Robert Adam Stevenson - tastiera (1, 3, 9, 11, 12), piano (11, 12), archi (1, 9, 11, 12)
- Tommy Henriksen - tastiera (6)
- Ben Thomas - tastiera (3)
- James Pearson - tastiera (7)
- Jason Rebello - piano (3)
- Vanessa Freebairn-Smith - violoncello (1)
- Olivia Safe - voce (5)